# Oulais kommunvapen

Oulais vapen.

Oulais kommunvapen utformades för staden av Ahti Hammar och fastställdes den 16 februari 1954. Motivet är en gyllene kräfta mot grön bakgrund och syftar på förekomsten av flodkräfta i Oulais.

## Källa
1. ↑  Haikonen, Atte, red (1982). Finlands kommunvapen (Andra upplagan). Suomen Kunnallisliitto. sid. 125. ISBN 951-773-085-3